# Acatlán de Juárez
Acatlán de Juárez är en kommun i Mexiko.   Den ligger i delstaten Jalisco, i den centrala delen av landet, 500 km väster om huvudstaden Mexico City. Arean är 167 kvadratkilometer.
Terrängen i Acatlán de Juárez är kuperad åt nordost, men åt sydväst är den platt.
Följande samhällen finns i Acatlán de Juárez:
- Bellavista
- Villa de los Niños
- San José de los Pozos
- San Pedro Valencia